# Elezioni parlamentari in Slovenia del 1996
Le elezioni parlamentari in Slovenia del 1996 si tennero il 10 novembre per il rinnovo dell'Assemblea nazionale. In seguito all'esito elettorale, Janez Drnovšek, espressione di Democrazia Liberale di Slovenia, fu confermato Presidente del Governo; nel 2000 fu sostituito da Andrej Bajuk, esponente di Nuova Slovenia - Partito Popolare Cristiano.

## Risultati
| Democrazia Liberale di Slovenia                        | 288 783   | 27,01 | 25 |  |  |  |
| Partito Popolare Sloveno                               | 207 186   | 19,38 | 19 |  |  |  |
| Partito Socialdemocratico Sloveno                      | 172 470   | 16,13 | 16 |  |  |  |
| Democratici Cristiani Sloveni                          | 102 852   | 9,62  | 10 |  |  |  |
| Lista Unita dei Socialdemocratici                      | 96 597    | 9,03  | 9  |  |  |  |
| Partito Democratico dei Pensionati della Slovenia      | 46 152    | 4,32  | 5  |  |  |  |
| Partito Nazionale Sloveno                              | 34 422    | 3,22  | 4  |  |  |  |
| Partito Democratico di Slovenia                        | 28 624    | 2,68  | –  |  |  |  |
| Verdi di Slovenia                                      | 18 853    | 1,76  | –  |  |  |  |
| Partito dell'Impresa e dell'Artigianato della Slovenia | 12 335    | 1,15  | –  |  |  |  |
| Forum Liberale                                         | 11 383    | 1,06  | –  |  |  |  |
| Partito Liberale                                       | 7 972     | 0,75  | –  |  |  |  |
| Partito Nazionale Laburista                            | 5 827     | 0,54  | –  |  |  |  |
| Alternativa Verde della Slovenia                       | 5 602     | 0,52  | –  |  |  |  |
| Altri <0,50%                                           | 22 748    | 2,13  | –  |  |  |  |
| Comunità italiana e ungherese                          | –         | –     | 2  |  |  |  |
| Totale                                                 | 1 069 204 | 100   | 90 |  |  |  |
|                                                        |           |       |    |  |  |  |
| Voti non validi                                        | 67 007    | 5,90  |    |  |  |  |
| Votanti                                                | 1 136 211 |       |    |  |  |  |

- La sommatoria dei voti conseguiti dalle liste è di 1061806 e non di 1069204 come dai risultati ufficiali